# Cyphicerini
Cyphicerini es una tribu de insectos coleópteros curculiónidos pertenecientes a la subfamilia Entiminae. La mayoría son asiáticos.

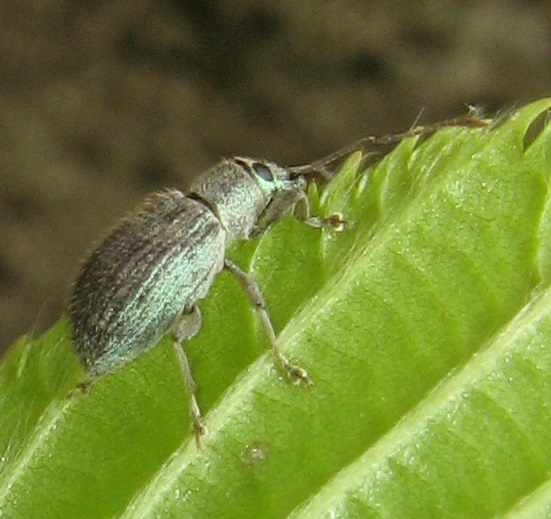
Cyrtepistomus.

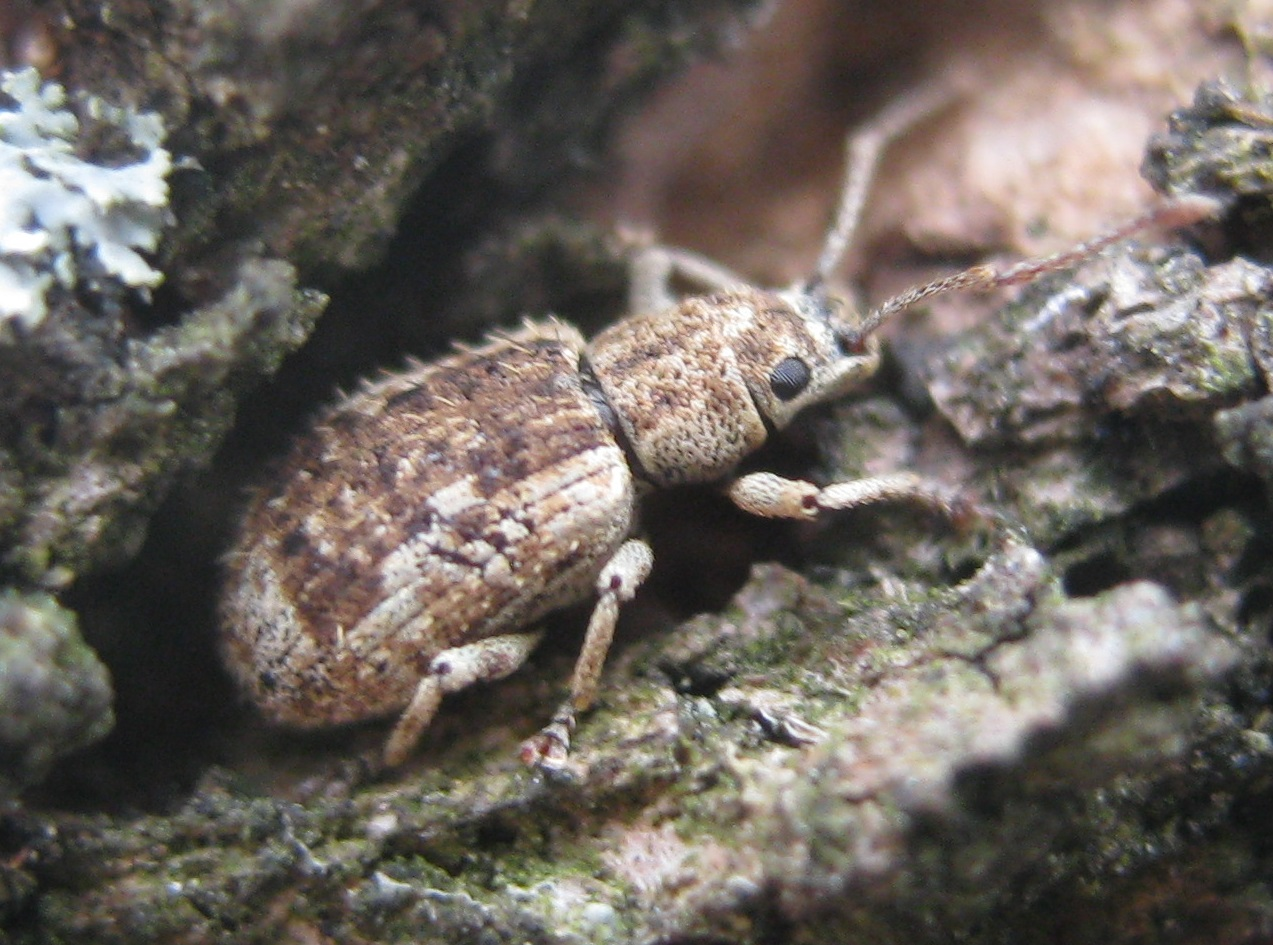
Pseudoedophrys hilleri

## Subtribus
- Acanthotrachelina Marshall, 1944
- Cyphicerina Lacordaire, 1863
- Mylacorrhinina Reitter, 1913
- Myllocerina Pierce, 1913
- Phytoscaphina Lacordaire, 1863

## Géneros
Estos 134 géneros pertenecen a la tribu Cyphicerini:
- Acanthotrachelus Schoenherr, 1842 c g
- Afrodolius Marshall, 1946 c g
- Afrophytoscaphus Hustache, 1936 c g
- Agrostes Marshall, 1944 c g
- Allaeoptochus Kojima & Morimoto, 2006 c g
- Altonomus Desbrochers des Loges, 1907 c g
- Amblyrhinus Schoenherr, 1826 c g
- Amrikus Pajni & Sidhu, 1982 c g
- Amyllocerus Kojima & Morimoto, 2006 c g
- Anosimus Roelofs, 1873 c g
- Aphytoscaphus Hustache, 1947 c g
- Arhines Schoenherr, 1834 c g
- Aspidomycter Marshall, 1943 c g
- Asporus Marshall, 1944 c g
- Asynetus Marshall, 1944 c g
- Atmesia Pascoe, 1870 c g
- Baryconorrhinus Voss, 1959 c g
- Baryrrhinus Marshall, 1944 c g
- Breviepistomus Pajni, Sidhu & Kumar, 1987 c g
- Calomycterus Roelofs, 1873 i c g b
- Canoixus Roelofs, 1873 c g
- Cephaloptochus Bajtenov, 1974 c g
- Chloebius Schoenherr, 1826 c g
- Cnaphoscapus Marshall, 1944 c g
- Cnodostethus Marshall, 1944 c g
- Corigetus Desbrochers des Loges, 1872 c g
- Corymacronus Kojima & Morimoto, 2006 c g
- Crinorrhinus Marshall, 1941 c g
- Cyllomerus Marshall, 1954 c g
- Cyphicerinus Marshall, 1928 c g
- Cyphicerus Schoenherr, 1823 c g
- Cyrtepistomus Marshall, 1913 i c g b
- Deiradorrhinus Marshall, 1941 c g
- Diatropus Marshall, 1944 c g
- Doliophron Marshall, 1941 c g
- Drymophoetus Marshall, 1944 c g
- Echinomyllocerus Yoro & Kojima, 2017 c
- Ecmyllocerus Zimmerman, 1994 c g
- Emperorrhinus Marshall, 1916 c g
- Epicalus Motschulsky, 1858 c g
- Epilasius Faust, 1894 c g
- Episomoides Kôno, 1930 c g
- Epius Marshall, 1948 c g
- Epixynus Marshall, 1944 c g
- Eryngus Marshall, 1948 c g
- Eumyllocerus Sharp, 1896 c g
- Euphalia Pascoe, 1870 c g
- Eusomidius Faust, 1885 c g
- Gobinda Pajni, Sidhu & Kumar, 1987 c g
- Gyratogaster Daniel & Daniel, 1903 c g
- Hackeria Lea, 1911 c g
- Hamartus Marshall, 1944 c g
- Hemerus Marshall, 1944 c g
- Heteroptochus Faust, 1886 c g
- Hilaus Marshall, 1944 c g
- Himachala Pajni, 1990 c g
- Hirsutopes Pajni, 1990 c g
- Holorrhynchus Marshall, 1916 c g
- Howeocis Lea, 1926 c g
- Hypenephorus Marshall, 1944 c g
- Hyperstylus Roelofs, 1873 c g
- Indophytoscaphus Pajni & Sidhu, 1982 c g
- Iranorrhinus Voss, 1959	 c g
- Kairakia Nasreddinov, 1986 c g
- Konomycterus Kojima & Morimoto, 2006	 c g
- Lagenolobus Faust, 1887 c g
- Leianisorhynchus Pic, 1905 c g
- Lepidepistomodes Kojima & Morimoto, 2006 c g
- Lepidepistomus Kojima & Morimoto, 2006 c g
- Macrocorynus Schoenherr, 1823	 c g
- Marshalla Pajni, 1990 c g
- Matesia Lea, 1904 c g
- Meionops Marshall, 1917 c g
- Myllocerinus Reitter, 1900 c g
- Mylloceropsis Aurivillius, 1910	 c g
- Myllocerus Schönherr, 1823 i c g b
- Myosides Roelofs, 1873 c g b
- Neomyllocerus Voss, 1934 c g
- Neophytoscaphus Hustache, 1935 c g
- Neoptochus Horn, 1876 i c g b
- Nirala Pajni, Sidhu & Kumar, 1988 c g
- Nothomyllocerus Kojima & Morimoto, 2006 c g
- Oedophrys Marshall, 1941 c g
- Onychophyllobius Schilsky, 1908 c g
- Oophthalmus Marshall, 1943 c g
- Orchobius Marshall, 1944 c g
- Ortholcus Marshall, 1944 c g
- Oxyophthalmus Hochhuth, 1847 c g
- Paramycter Marshall, 1944 c g
- Parapoteriothorax Ter-Minasian & Nasreddinov, 1978 c g
- Parascaphus Marshall, 1944 c g
- Paratitinia Zimmerman & Oberprieler, 2014 c g
- Paurommatus Marshall, 1944 c g
- Peltotrachelus Marshall, 1917 c g
- Peranosimus Voss, 1943 c g
- Peronaspis Suvorov, 1915 c g
- Phaylomerinthus Schoenherr, 1842 c g
- Pholicerus Marshall, 1944 c g
- Phrixopogon Marshall, 1941 c g
- Phylladobius Marshall, 1944 c g
- Phyllolytus Fairmaire, 1889 c g
- Phytoscaphus Schoenherr, 1826 c g
- Piezophrys Marshall, 1944 c g
- Platymycterus Marshall, 1918 c g
- Platytrachelus Schoenherr, 1842 c g
- Pollendera Motschulsky, 1858 c g
- Poteriothorax Ter-Minasian, 1973 c g
- Prolobothrix Voss, 1967 c g
- Pseudobarirrhinus Magnano, 2009 c g
- Pseudoedophrys Kojima & Morimoto, 2006 c g b
- Pseudomyllocerinus Voss, 1959 c g
- Pseudoparascaphus Magnano, 2009 c g
- Psidiopsis Pascoe, 1872 c g
- Ptochella Reitter, 1906 c g
- Ptochus Schoenherr, 1826 c g
- Rhicnostomus Marshall, 1944 c g
- Rhinospineus Hoffmann, 1961 c g
- Robertoides Ramamurthy & Ghai, 1987 c g
- Salbachia Reitter, 1906 c g
- Scaeorrhinus Marshall, 1944 c g
- Sematia Zimmerman, 1994 c g
- Sphaeroptochus Egorov & Zherikhin, 1991 c g
- Stelorrhinus Marshall, 1916 c g
- Synomus Pascoe, 1885 c g
- Syrphax Marshall, 1944 c g
- Tanyscapus Marshall, 1944 c g
- Taractor Pajni, 1990 c g
- Telenica Pascoe, 1872 c g
- Thalponomus Marshall, 1944 c g
- Thlipsomerus Marshall, 1944 c g
- Thyraulus Marshall, 1944 c g
- Tolmesis Faust, 1897 c g
- Transptochus Pajni, Sidhu & Kumar, 1989 c g
- Trapezauchen Marshall, 1944 c g

Fuentes: i = ITIS, c = Catalogue of Life, g = GBIF, b = Bugguide.net